# Constanze (Zauberkünstlerin)
Constanze (* 22. Juli 1938 als Ursula (Uschi) Ackermann in Hamburg; † 22. Januar 2024 in Interlaken/Schweiz) war eine deutsche Zauberkünstlerin. Sie galt in den 1950er Jahren als die „jüngste Zauberkünstlerin Deutschlands“.

## Leben
Die junge Constanze wurde in Hamburg geboren, wuchs jedoch in der Nachbargemeinde Ashausen auf. Ihr Vater war als Zauberkünstler Georg Ackermann, Jr., tätig. Er hatte sich den Künstlernamen Trickson zugelegt, um sich von seinem Vater, der ebenfalls Zauberkünstler war und auch Georg hieß, abzugrenzen. Beide Georg Ackermann waren zu ihrer Zeit bekannte Künstler.
Als Constanze 11 Jahre alt war, begann sie sich für die Zauberkunst zu interessieren. Bereits ein Jahr später präsentierte sie ihren ersten Auftritt im Hamburger Varieté Allotria. Von nun an trat sie Deutschland weit in vielen weiteren Varietés auf. 1954 unternahm sie eine Gastspielreise durch Dänemark.
1973 zog die Familie in die Schweiz in die Stadt Interlaken, wo Constanze bis zu ihrem Tod am 22. Januar 2024 lebte.

## Nachgewiesene Gastspiele
- Palladium Düsseldorf
- Friedrichstadt-Palast, Berlin[3]
- Moulin Rouge, Wien.[4]
- Haus Vaterland, Hamburg
- G.O.P. Hannover
- Kursaal Bern
- La Nouvelle Eve, Paris

## Das Vorführprogramm
Die Bühnendekoration zeigte einen weiß-goldenen Tisch, der an eine Blumenbank oder auch an einen Teewagen erinnert. Daneben befanden sich kleinere Abstelltische in ähnlicher Aufmachung. Für ihren ersten Effekt zündete Constanze einen rosafarbigen Papierstreifen an. Während die Asche hochschwebte, fing sie einen kleinen Teil davon auf und ließ daraus farbige Seidenbänder erscheinen. Nun füllte sie in ein Glas, das auf dem „Teewagen“ stand, etwas Wasser aus einem Krug, worauf sich das Wasser sofort rot färbte. Sobald sie die Flüssigkeit aus dem Glas zurück in den Krug zurückschüttete, färbte sich der gesamte Inhalt des Kruges ebenfalls rot. Anschließend goss sie aus dem Krug etwas Flüssigkeit in ein weiteres Glas. Hier wurde es wieder zu klarem Wasser. Constanze nahm das mit Wasser gefüllte Glas und schüttete davon etwas in eine zusammengefaltete Zeitung, aus der es aber plötzlich verschwand. Die Zeitung wurde vorgeblättert: Sie war trocken und das Wasser verschwunden. Nachdem die Zeitung wieder zusammengefaltet worden war, goss Constanze das Wasser wieder zurück in das Glas.
Danach produzierte die Künstlerin aus zwei leeren Tonpfeifen Rauchwolken. Die Stiele wurden abgebrochen und schließlich die ganzen Pfeifen in kleine Teile zerbrochen, dennoch konnte Constanze auch aus den Scherben weiterhin Rauch erscheinen lassen.
Nach einem Kartenkunststück mit einem Herren aus dem Publikum ließ die Zauberin zwei große Vogelkäfige erscheinen, und sie schloss die Darbietung mit den Worten: „Jeder Mensch hat einen Vogel, ich habe sogar zwei …“